# Vernonia luhomeroensis
Vernonia luhomeroensis là một loài thực vật có hoa trong họ Cúc. Loài này được Q.Luke & Beentje miêu tả khoa học đầu tiên.